# Hamá
Hamá (arabsky حماة‎, řecky Ἐπιφάνεια) je město v Sýrii. Leží na řece Ásí (Orontés) ve středozápadní části země severně od Damašku a patří do guvernorátu Hamá, jehož je správním střediskem.
Hamá mělo v roce 2009 podle některých údajů 697 000 obyvatel a bylo by tak po Aleppu, Damašku a Homsu čtvrtým největším městem Sýrie. Podle jiných údajů žilo ve městě v roce 2010 pouze 547 000 obyvatel.
Město bylo centrem Syrského muslimského bratrstva, islamistické opozice zodpovědné za sérii povstání proti Háfizu al-Asadovi v letech 1976–1982. Ten nechal při posledním z nich v roce 1982 velkou část města srovnat se zemí, předtím nechal zničit všechny ústupové cesty z města a město rozstřílel dělostřelectvem a leteckými útoky.
V prosinci 2024 ve městě proběhly boje mezi syrskou armádou a jednotkami Tahrír al-Šám. Syrská armáda nad městem rychle ztratila kontrolu a vládu ve městě převzaly jednotky Tahrír al-Šám. Poprvé od začátku syrské občanské války tak ztratila syrská armáda kontrolu nad městem.